# Claribel Spurling
Claribel Spurling (1875 – 1941), en ocasiones reseñada como June Spurling, fue una profesora de inglés, escritora infantil y criptoanalista británica que trabajó como descifradora de códigos con la Inteligencia Militar Británica conocida como MI1(b), durante la Primera Guerra Mundial. Posteriormente se incorporó a la Escuela Gubernamental de Códigos y Cifrados (GC&CS) del mismo país. En su vida civil, fue maestra de escuela, directora de salas universitarias y escribió historias y obras de teatro para niños con Beatrice Clay.

## Trayectoria
Spurling nació en 1875, creció en Oxford, estudió en la Oxford High School for Girls y en la Society of Oxford Home-Students, obteniendo calificaciones de excelencia en Historia Moderna en 1899. Posteriormente obtuvo la graduación como Maestra en Artes cuando los títulos pudieron ser otorgados a las mujeres. En 1907, como consecuencia del traslado de su familia a la ciudad de Chester, aceptó un puesto como profesora de historia en la Queen's School, en dicha ciudad. Posteriormente fue nombrada directora de la Birkenhead High School en 1916.
Durante la Primera Guerra Mundial, intentó viajar a Canadá, no pudiendo obtener permisos para hacerlo.  En 1917 se unió al Servicio Naval Real de Mujeres, tras la muerte en acción de su hermano, el capitán Francis Spurling.
El departamento de criptoanálisis de la Inteligencia Militar Británica ya empleaba mujeres basándose en contactos personales. Cuando el MI1(b) se expandió en 1917, su director, Malcolm Vivian Hay, ideó un examen para verificar la calidad de los solicitantes a medida que el proceso de reclutamiento se ampliaba. La prueba basada en un artículo de un periódico francés, fue descrita como "prácticamente imposible". Claribel Spurling fue la única persona que obtuvo una puntuación del 100% quedando reclutada a partir de ese momento. Trabajó en códigos franceses, alemanes e italianos con MI(b).
La Escuela de Códigos y Cifrados del Gobierno (GC&CS, más tarde GCHQ), se formó a fines de 1919 para continuar el trabajo de descifrado en tiempos de paz. En enero de 1920 se unió a GC&CS como traductora, donde también trabajó en códigos suecos. Allí fue nombrada asistente junior a los pocos meses de su incorporación.
Más tarde trabajó como directora de Ellis Lloyd Jones Hall en Mánchester e impulsó la creación de un club internacional para mujeres universitarias, convirtiéndose en la primera directora de Crosby Hall en Londres, sede de la Federación Internacional de Mujeres Universitarias, en 1927. Aportó su amor por el teatro a ambas instituciones, fomentando actuaciones dramáticas con ocasión de diversos actos y ceremoniales.
Escribió cuentos y obras de teatro para niños, incluso colaboró con Beatrice Clay, su colega en la Queen's School, con materiales basados en mitos y leyendas. Murió en 1941.